# قمة قازان
قمة قازان هي القمة الاقتصادية الدولية بين الاتحاد الروسي والدول الأعضاء في منظمة التعاون الإسلامي "KazanSummit" - قمة قازان  هي منصة رائدة وفريدة من نوعها للتعاون الاقتصادي بين روسيا ودول العالم الإسلامي. عُقدت القمة الاقتصادية الدولية بين روسيا الاتحادية ودول منظمة التعاون الإسلامي للمرة الأولى في عام 2009.واصبحت القمة منصة دولية متقدمة لتبادل الأراء حول مسائل التعاون وتحقيق المشاريع المشتركة بين أقاليم روسيا الإتحادية والدول الإسلامية. يتم عقد القمة الاقتصادية الدولية السنوية بين روسيا والدول الأعضاء في منظمة التعاون الإسلامي بدعم  من قبل مجلس الجمعية الاتحاديه لروسيا الاتحاديه وحكومة جمهورية تتارستان الروسية.

## هدف القمة
تعزيز أَطر التعاون الاقتصادية والتجارية والثقافية والاجتماعية وفتح قنوات التواصل والشراكة والحوار بين روسيا ودول العالم الإسلامي وخلق بنية جديدة للاقتصاد العالمي، كذلك بحث سبل وآفاق تطوير التعاون المالي لبلدان منظمة التعاون الإسلامي مع روسيا الإتحادية، في ظل العلاقات الاقتصادية الدولية، وستحدد القمة أيضا ملامح التفاعل بين النظم المصرفية الإسلامية والروسية.

## موضوعات القمة
- دراسة ومناقشة سبل التعاون بين الدول المشاركة في القمة وممثلي الشركات من القطاعين العام والخاص، الخروج بتوصيات من شأنها تطويرإستراتيجية التعاون المثمر والبناء بين المشاركين في القمة وبين روسيا الإتحادية والدول الأعضاء ل منظمة التعاون الإسلامي.
- المساعدة في تعزيز العلاقات بين المشاركين وممثلي الأنشطة التجارية لروسيا الإتحادية ورابطة الدول المستقلة ودول منظمة التعاون الإسلامي؛
- مشاركة كبار الخبراء العالميين في مناقشة مشتركة ومفصلة للمشاكل الاقتصادية والسياسية المهمة على الساحتين الإقليمية والدولية.
- الخروج بتوصيات ومبادرات تشريعية  تهدف إلى حل المشاكل والمقترحات في عمل مؤسسات النظام المالي الإسلامي والمصرفي في روسيا الاتحادية؛
- توضيح وتقديم البنية الإستثمارية والمزايا والتسهيلات التي تتمتع بها جمهورية تتارستان[3] ،
- تبادل الخبرات في تنفيذ المشاريع والتنمية المستدامة،

## الرؤية
تتمثل مهمة القمة في تحسين وتطوير العلاقات التجارية والاقتصادية والثقافية بين روسيا ودول منظمة التعاون الإسلامي، كون روسيا دولة متععدة الديانات والاعراق وتظم أكثر من عشرين مليون مواطن روسي ذو الديانة الإسلامية، دعم قنوات الحوار والصداقة.
ويحضر القمة ممثلو المنظمات الدولية، والسلطات الحكومية، وسفراء الدول الأجنبية في روسيا الإتحادية، وممثلي المؤسسات المالية المحلية والأجنبية، والمستثمرين ورجال الأعمال من جميع أنحاء العالم، بالإضافة إلى الصحفيين.مشاركي القمة يأتون من مختلف دول العالم.
على هامش القمة، يناقش المشاركون المشاكل الهامة ويكتسبون معارف جديدة ويتبادلون الخبرات ويبرمون الصفقات ويجدون شركاء أعمال جدد. كما ويولى اهتماما خاصا للتعارف بين مختلف القطاعات الروسية مع مؤسسات التمويل الإسلامي والنظام المصرفي الإسلامي. بالإضافة إلى المؤتمرات والمحاضرات والمعارض المتعلقة بصناعة وتسويق المنتجات الغذائية حسب الشريعة الإسلامية الحلال وبمشاركة مراكز الاعتماد للجودة والمقاييس حسب الشريعة الإسلامية، من مختلف انحاء العالم الإسلامي، كذلك معرض لعرض الازياء الإسلامية،  بالإضافة إلى الأحداث ذات الخصائص الإسلامية، يتم عقد العديد من الندوات والاجتماعات والمناقشات حول الموضوعات العامة والخاصة. لذلك، خلال قمم السنوات المختلفة، تمت مناقشة قضايا البيئة والإمكانيات الإستثمارية التتي تتمتع بها مختلف الاقاليم الروسية وجمهورية تتارستان بشكل خاص، والتصدير والعلاقات الاقتصادية الخارجية، والزراعة، والسياحة. وبالتوازي مع اجتماعات المشاركين هناك معارض، اجتماعات ثنائية بين المشاركين، منتديات للدبلوماسيين الشباب ورجال الأعمال الشباب والناشئين بمشاركة منتدى قازان لرواد الأعمال الشباب، يتعرف الضيوف على ثقافة روسيا وجمهورية تتارستان.

## إحصائيات المشاركين في قمة قازان
| 2009 | 2010 | 2011 | 2012 | 2013 | 2014 | 2015 | 2016 | 2017 | 2018 | 2019 |
| 250  | 400  | 772  | 1000 | 700  | 500  | 745  | 1556 | 2641 | 3000 | 3598 |

إحصائيات الدول المشاركة في قمة قازان بالسنوات:
| 2009 | 2010 | 2011 | 2012 | 2013 | 2014 | 2015 | 2016 | 2017 | 2018 | 2019 |
| 18   | 24   | 27   | 30   | 40   | 25   | 46   | 51   | 53   | 53   | 72   |

## معلومات تاريخية
عقدت للمرة الأولى قمة الأعمال والتمويل الإسلامي في مدينة قازان من 25-26 يونيو 2009، بلغ عدد المشاركين في القمة 250 شخصًا من المملكة العربية السعودية والإمارات العربية المتحدة والمغرب وماليزيا وإندونيسيا وباكستان وقطر ولبنان والبحرين والسودان وبريطانيا وفرنسا ولوكسمبورج وتركيا وكازاخستان وقرغيزستان وأذربيجان وروسيا ودول أخرى. في إطار هذا الحدث كان هناك عرض خاص للاتحاد الروسي وجمهورية تتارستان، فضلا عن الجلسات الأكاديمية والتجارية.
عقدت القمة الثانية 27 يونيو 2010، شارك في القمة أكثر من 400 شخص من 24 دولة من جنوب شرق آسيا والشرق الأوسط وأوروبا وأفريقيا (روسيا الإتحادية، البحرين، بلجيكا، البوسنة والهرسك، المملكة المتحدة، ألمانيا، هونغ كونغ واندونيسيا وإيطاليا، اليمن، كازاخستان، الكويت، لبنان، لوكسمبورغ، ماليزيا، الإمارات العربية المتحدة، فلسطين، باكستان، المملكة العربية السعودية، السودان، الولايات المتحدة، تركيا، فرنسا).على هامش برنامج القمة عقدت ندوة عن الشركات الاستشارية والقانونية، طاولة مستديرة حول الفنون الإسلامية، واجتماع جمعية رجال الأعمال الدولية، منتدى إستراتيجي، ومنتدى الاستثمار، وكذلك مؤتمر حول الاقتصاد الإسلامي والتمويل.
عقدت الدورة الثالثة للقمة من 20 – 21 يونيو 2011 ، للمشاركة في القمة حضر إلى عاصمة جمهورية تتارستان 772 مشاركا من 27 دولة. خلال القمة كانت هناك اجتماعات الطاولة المستديرة ومؤتمر حول الاقتصاد والتمويل الإسلامي، ومؤتمر استراتيجي، بالإضافة إلى الندوات استثمارية.
قمة قازن 2012 والتي عقدت في الفترة من 17 – 18 من شهر مايو، حضرها أكثر من 1000 مشارك من روسيا الإتحادية، أذربيجان، البحرين، بلجيكا، البرازيل، البوسنة والهرسك، بريطانيا العظمى، ألمانيا، هونغ كونغ، إندونيسيا، إيران، إيطاليا، اليمن، كازاخستان، قبرص، الصين، الكويت، لبنان، لوكسمبورغ، ماليزيا، المغرب، الإمارات العربية المتحدة، أوكرانيا، فلسطين، باكستان، جمهورية بيلاروس، المملكة العربية السعودية، سلطنة عمان، السودان، الولايات المتحدة الأمريكية، تركيا، فرنسا، سويسرا، اليابان. تضمن البرنامج منتديات إستراتيجية واستثمارية، طاولات مستديرة، بالإضافة إلى مؤتمر حول الاقتصاد والتمويل الإسلامي.
عقدت قمة قازن التالية من 2 – 3 من أكتوبر 2013. ممثلي 40 دولة من دول العالم اجتمعوا مع ممثلي الجهات التجارية والحكومية لروسيا الإتحادية، لمناقشة آفاق تنمية التعاون الاقتصادي بين روسيا ودول منظمة التعاون الإسلامي.
وكان من بين الضيوف رفيعي المستوى الأمين العام لمنظمة التعاون الإسلامي أكمل الدين إحسان أوغلو، نائب وزير الدولة القطري، نائب وزير الاقتصاد في دولة الإمارات العربية المتحدة، رئيس مجلس إدارة الرابطة«الوايبا»، سفراء كل من: ماليزيا، المملكة العربية السعودية، المغرب، السودان، السنغال، نيجيريا، باكستان، فلسطين، كازاخستان، المكسيك ، إلخ.
تطرقت مواضيع القمة لكل من التعاون التجاري بين روسيا وبلدان منظمة التعاون الإسلامي، بالإضافة إلى التوجهات الحديثة في سوق التمويل الإسلامي. تقليديا، كان هناك عدد من مواضيع القمة كرست لما يخص الاستثمار، بالإضافة إلى ذلك ، في إطار عمل قمة قازان ، تم عقد منتدى إعلامي ، حيث ناقش رؤوساء وسائل الإعلام دور الصحافة في جاذبية البلاد الاستثمارية ، بالإضافة إلى منتدى منفصل مخصص للمدن «الذكية»، حيث تم عرض كبرى مشروعات جمهورية تتارستان ."Innopolis" و "SMART City Kazan"
ناقش المشاركون خلال القمة مشاكل رئيسية مثل ضمان الأمن الغذائي العالمي وتطوير الاقتصاد الإسلامي والتمويل والاستثمارات وغيرها.
– عقدت القمة الاقتصادية الدولية السادسة بين روسيا ودول منظمة التعاون الإسلامي من 5-7 يونيو، 2014 KazanSummit في عاصمة جمهورية تتارستان، مدينة قازان.
نظمت قمة قازان 2014 من قبل المؤوسسة غير الربحية لتنمية المال الأعمال والمال الإسلامية مؤسسةIBFD، وكالة التنمية الإستثمارية لجمهورية تتارستان.
كان الموضوع الرئيسي للمنتدى الاستراتيجي هو التفاعل بين المستثمرين والأعمال والحكومة في حل مشاكل الأمن الغذائي في روسيا وبلدان منظمة التعاون الإسلامي. وحضرالقمة 500 ممثل من 25 دولة ، من بينهم 30 برلمانيا و 20 سفيرًا. بالإضافة إلى المشاركين من دول منظمة التعاون الإسلامي زار قازان ممثلون عن الدول الأوروبية، ومشاركون من كوبا، والإكوادور، وسنغافورة، والإمارات العربية المتحدة، وقطر ودول أخرى. ومثلت روسيا في القمة من قبل مشاركين من موسكو، وسانت بطرسبورغ، كامتشاتكا باشكيرتوستان، أورينبورغ، سفيردلوفسك، روستوف، نيجني نوفغورود، سامارا، تومسك.
الفعالية الأهم في إطار فعاليات قمة قازان كان الاجتماع الثاني ل «نادي المستثمرين في جمهورية تتارستان».
القمة الاقتصادية الدولية السابعه بين روسيا ودول منظمة التعاون الإسلامي KazanSummit2015 عقدت في الفترة من 15 إلى 16 2015 من شهر يونيو في المركز التجاري «كوروستون». حضر القمة الدولية الاقتصادية السابعة لروسيا ودول منظمة التعاون الإسلامي 746 شخصًا من 45 دولة حول العالم، من ضمن متحدثي القمة كان السيد أحمد جلال الدين - رئيس مجلس إدارة الجمعية الدولية للأعمال والاستثمار، والسيد نيجديت شنسوي - عضو مجلس إدارة البنك المركزي التركي، والسيد فيكتور تشيتفيريكوف - المدير العام لوكالة التصنيف الوطنية، والسيد فلاديمير كوروفكين - رئيس مركز الابتكار «سكولكوفو». كما زار القمة رئيس البنك الإسلامي للتنمية السيد أحمد محمد علي المدني.
مواضيع النقاش الرئيسيسة في قمة قازان 2015 كانت الآتي: التمويل الإسلامي للتجارة والإستثمار العالمي البناء، الصناعة المالية الإسلامية، ظاهرة ارتفاع معدل النموالعالية للقطاع المالي العالمي كأداة اقتصادية لتنمية التجارة، وجذب الاستثمار والتعاون الفعال لروسيا مع دول العالم الإسلامي.
تمت مناقشة موضوعات التعاون بين روسيا ومنظمة التعاون الإسلامي والبنوك الإسلامية. وللمرة الأولى تم عقد ملتقى رواد الأعمال الشباب في دول منظمة التعاون الإسلامي، والذي أصبح حدثًا تقليديًا للقمة.
في العام 2016 وبعد الصيت التي حظت بها قمة قازان، عقدت القمة للمرة الثامنة. في شهر ديسمبر من عام 2015 ووفقا لمرسوم رئيس جمهورية تتارستان السيد رستممينيخانوف، تمت إعادة تسمية الفعالية إلى:
القمة الاقتصادية الدولية الثامنة «روسيا - العالم الإسلامي: KazanSummit 2016».
سجل عدد المشاركين في القمة رقما قياسيا، حيث بلغ عدد المسجلين رسميا على الموقع للقمة 1556 شخصا من 51 دولة.
كان الموضوع الرئيسي في قمة قازان 2017  هو الاستثمار الإسلامي في سياق العلاقات الاقتصادية الدولية. تم إنشاء منصة دولية رائدة لمناقشة قضايا التعاون وتنفيذ المشاريع المشتركة ، فضلا عن فرصة لتقديم الفرص الاقتصادية وإمكانات الاستثمار في تتارستان. شارك في القمة 2641 ممثل عن المنظمات الدولية، والسلطات العامة، والمؤسسات المالية، وسفارات 15 ولاية، والبرلمانيين، والمستثمرين، ورجال الأعمال من 53 دولة في العالم ، بالإضافة إلى 250 ممثلاً لوسائل الإعلام
من 10 - 12 مايو 2018 جرت فعاليات القمة الاقتصادية الدولية العاشرة «روسيا - العالم الإسلامي: قمة قازان». بلغ عدد المشاركين في القمة 3000 مشارك من 53 دولة من مختلف انحاء العالم، بالإضافة إلى 27 منطقة روسية. للمرة العاشرة ، جمعت المنصة في قازان ممثلين عن المنظمات الدولية  والهيئات الحكومية والمؤسسات المالية والسفارات وأعضاء البرلمان وكبار المستثمرين ورجال الأعمال وكبار مديري الشركات الروسية والأجنبية. أثبتت قمة قازان وعلى مدار القمم السابقة أنها منصة أعمال ناجحة لإقامة اتصالات جديدة ، وكذلك المساعدة في تقديم الفرص الاقتصادية والإمكانات الاستثمارية لجمهورية تتارستان وروسيا الإتحادية بشكل عام، كان الموضوع الرئيسي لقمة 2018 هو نمط الحياة الإسلامي - Halal Life Style.
أكثر من 3500 مشارك - ممثلين عن 72 دولة، 38 منطقة روسية - شاركوا في مناقشة وبحث مختلف المجالات المهمة وذات الصلة في العالم الإسلامي ضمن أعمال قمة قازان الاقتصادية الدولية الحادية عشرة «روسيا - العالم الإسلامي: قمة قازان 2019» والتي جرت فعالياتها في مركز قازن الدولي للمعارض «قازان إكسبو». تقليديا، إستضافت القمة المعرض الدولي لصناعة الحلال " Russia Halal Expo " والذي تم توسعته في العام 2019 ليبلغ مساحة قدرها 5000 متر مربع. على هامش القمة تم توقيع أكثر من 42 إتفاقية.

## التسلسل الزمني
| تاريخ الحدث       | بيانات عن المشاركين | حجم الاتفاقات الموقعة                              | وصف البرنامج ، تفاصيل المنتدى |
| KAZANSUMMIT 2009  | KAZANSUMMIT 2009 | KAZANSUMMIT 2009                                   | KAZANSUMMIT 2009 |
| ----------------- | --- | -------------------------------------------------- | --- |
| 26— 25 يونيو 2009 | 250 مشارك من المملكة العربية السعودية، الإمارات العربية المتحدة، المغرب، ماليزيا، إندونيسيا، باكستان، قطر، لبنان، البحرين، السودان، المملكة المتحدة، فرنسا، لوكسمبورغ، تركيا، كازاخستان، قرغيزستان، أذربيجان، روسيا ودول أخرى | لا تتوفر معلومات                                   | عرض تقديمي خاص عن روسيا الإتحادية وجمهورية تتارستان ، بالإضافة إلى ورشة عمل ودورات أكاديمية |
| KAZANSUMMIT 2010  | |                                                    | |
| 27-28 يونيو 2010  | 400 شخص من 24 دولة في جنوب شرق آسيا والشرق الأوسط وأوروبا وأفريقيا (الاتحاد الروسي والبحرين وبلجيكا والبوسنة والهرسك وبريطانيا العظمى وألمانيا وهونغ كونغ وإندونيسيا وإيطاليا واليمن وكازاخستان وقبرص والكويت ولبنان ولوكسمبورج وماليزيا ، الإمارات العربية المتحدة ، فلسطين، باكستان ، المملكة العربية السعودية ، السودان ، الولايات المتحدة الأمريكية، تركيا، فرنسا) | لا تتوفر معلومات                                   | ندوة للشركات القانونية والإستشارية. الطاولة المستديرة حول الرعاية الإسلامية . |
| KAZANSUMMIT 2011  | |                                                    | |
| 20-21 يونيو 2011  | 772 مشاركا من 27 بلدا في العالم. | لا تتوفر معلومات                                   | المنتدى الاستراتيجي. مؤتمر منتدى الاستثمار حول الاقتصاد والتمويل الإسلامي. الطاولات المستديرة. |
| KAZANSUMMIT 2012  | |                                                    | |
| 17-18 مايو 2012   | 1000 مشارك من الاتحاد الروسي ، أذربيجان، البحرين ، بلجيكا، البرازيل، البوسنة والهرسك، بريطانيا العظمى ، ألمانيا ، هونغ كونغ ، إندونيسيا ، إيران، إيطاليا ، اليمن ، كازاخستان ، قبرص، الصين، الكويت ، لبنان ، لوكسمبورغ ، ماليزيا ، المغرب ، أوكرانيا، فلسطين ، باكستان ، جمهورية بيلاروسيا، المملكة العربية السعودية ، سلطنة عمان، السودان ، الولايات المتحدة ، تركيا ، فرنسا ، سويسرا، اليابان | تم عرض 96 مشروعا بيقيمة تقدر بنحو 289 مليار روبل.  | تضمن البرنامج منتديات استراتيجية واستثمارية ، موائد مستديرة ، بالإضافة إلى مؤتمر حول الاقتصاد والتمويل الإسلامي |
| KAZANSUMMIT 2013  | |                                                    | |
| 2-3 أكتوبر 2013   | 700 مشارك من 40 دولة و 16 منطقة في روسيا | لا تتوفر معلومات                                   | في إطار مؤتمر القمة ، كانت هناك جلسات حول التمويل الإسلامي والمدن الذكية وترويج الاستثمار ومناقشة قضايا التعاون التجاري بين روسيا ودول منظمة المؤتمر الإسلامي. |
| KAZANSUMMIT 2014  | |                                                    | |
| 5-7 يونيو 2014    | 500 ممثل من 25 دولة حول العالم ، بما في ذلك كوبا والإكوادور وسنغافورة والإمارات العربية المتحدة وقطر وغيرها. | تم إبرام اتفاقية بين جمهورية تتارستان و X5         | ضمن برنامج القمة نوقشت عدد من القضايا الحساسة والعالمية مثل ضمان الأمن الغذائي العالمي وتطوير الاقتصاد الإسلامي والتمويل والاستثمارات وغيرها |
| KAZANSUMMIT 2015  | |                                                    | |
| 15-16 يونيو 2015  | 745 شخصًا من 45 دولة في العالم ، مثل روسيا والمملكة العربية السعودية وتركمانستان ومصر وتركيا وباكستان والإمارات العربية المتحدة والصومال وكازاخستان وإيران وماليزيا والمملكة المتحدة ولوكسمبورج وإيطاليا والمغرب وفلسطين وطاجيكستان وموريشيوس وقطر وهولندا، لاتفيا، أذربيجان، نيجيريا، بروناي دار السلام، الجزائر، إندونيسيا ، كوريا الجنوبية، زامبيا، العراق، الصين، جنوب أفريقيا، أوزبكستان، قرغيزستان، الهند، جورجيا، اليمن، الفلبين، الأردن، أفغانستان، بنغلادش، لبنان ، سويسرا ، مقدونيا، المجر، البحرين، الجمهورية التشيكية. | لا تتوفر بيانات                                    | تمت مناقشة موضوعات التعاون بين روسيا ومنظمة التعاون الإسلامي والبنوك الإسلامية. للمرة الأولى ، تم عقد ملتقى رواد الأعمال الشباب في دول منظمة التعاون الإسلامي ، والذي أصبح حدثًا تقليديًا للقمة. |
| KAZANSUMMIT 2016  | |                                                    | |
| 19-21 مايو 2016   | 1556 ممثلاً من 51 دولة في العالم ، مثل قطر، وأوغندا، وموريتانيا، والكويت، وجمهورية باكستان الإسلامية، وبوركينا فاسو، والسودان ، وموزمبيق، وتركيا ، وتونس، وجمهورية قيرغيزستان ، وممثلي المملكة العربية السعودية والإمارات العربية المتحدة. | 12 اتفاقية مختلفة ، وقرارات ، ومذكرات تعاون وتفاهم | في إطار برنامج الأعمال لهذا الحدث ، تمت مناقشة قضايا التمويل الإسلامي والمصارف والصناعة الحلال والتجارة والتصدير. تم عقد ملتقى رواد الأعمال الشباب في دول منظمة المؤتمر الإسلامي للمرة الثانية. |
| KAZAN SUMMIT 2017 | |                                                    | |
| 18-21 مايو 2017   | 2641 مشاركاً من 53 بلداً من العالم مثل ألبانيا، الجزائر، بوركينا فاسو ، غينيا، العراق، قيرغيزستان، موريتانيا، موزمبيق، عُمان، المملكة العربية السعودية، تونس، الإمارات العربية المتحدة، تركيا، أذربيجان، بريطانيا العظمى ، هنغاريا، مصر، اليمن، إيران، كازاخستان، الكاميرون وقطر والصين والولايات المتحدة وآخرون. | 18 اتفاقية مختلفة                                  | تم إنشاء منصة دولية رائدة لمناقشة قضايا التعاون وتنفيذ المشاريع المشتركة ، وكذلك دعم عرض الفرص الاقتصادية وإمكانيات الاستثمار في بلدنا. |
| KAZAN SUMMIT 2018 | |                                                    | |
| 10-12 مايو 2018   | كان المشاركون في القمة الاقتصادية الدولية العاشرة "روسيا - العالم الإسلامي: قمة قازان" 3000 شخص من 53 دولة ، مثل أبخازيا، وأذربيجان ، والجزائر، وبنغلاديش، والبحرين ، وبيلاروس، وبنين، والبوسنة والهرسك، وبوركينا فاسو، والمملكة المتحدة ، والمجر، والغابون، ألمانيا ، غانا، غينيا، غينيا بيساو، جورجيا، الدنمارك، جيبوتي، مصر ، زيمبابوي، الهند ، إندونيسيا، الأردن، العراق ، إيران ، إيطاليا ، اليمن ، كازاخستان ، الكاميرون ، قيرغيزستان ، الصين ، لبنان ، ليبيا ، موريتانيا، مقدونيا، ماليزيا ، مالي، مالطا، المغرب ، موزمبيق ، نيبال، النيجر ، نيجيريا ، الإمارات العربية المتحدة ، عمان ، بولندا، باكستان، بالاو، فلسطين، رومانيا، المملكة العربية السعودية ، صربيا، الصومال، تونس ، تركمانستان ، تركيا. كذلك شاركت 27 منطقة من الاتحاد الروسي - منطقة أستراخان، منطقة فولوغدا، جمهورية قباردينو - بلقاريا ، منطقة كالينينغراد، منطقة كيروف، منطقة لينينغراد، منطقة ليبيتسك ، موسكو، منطقة موسكو ، منطقة نيجني نوفغورود، منطقة أوريول ، منطقة بينزا ، إقليم بريمورسكي ، جمهورية باشكورتوستان، جمهورية بورياتيا ، جمهورية داغستان، جمهورية كاريليا، جمهورية ماري إيل ، جمهورية موردوفيا، جمهورية تتارستان، منطقة سامارا، إلخ. وللمرة الثانية في إطار القمة ، أقيم المعرض الدولي للصناعات الحلال "روسيا حلال إكسبو"، والذي حضره 72 عارضًا من 20 منطقة في روسيا و 7 دول. | 10 إتفاقيات                                        | الموضوع الرئيسي لقمة قازان2018 هو: نمط الحياة الحلال. المصرفية الإسلامية وتقنيات المستقبل ؟ تجربة إنشاء مشاريع مشتركة بين روسيا والعالم الإسلامي. عقد فعاليات منتدى قازان رواد الاعمال الشباب في دول منظمة التعاون الإسلامي. منتدى الدبلوماسيين الشباب في دول منظمة التعاون الإسلامي. توحيد شروط واعتماد صناعة الحلال بالتعاون مع الدول الاعضاء في منظمة التعاون الإسلامي. |
| KAZAN SUMMIT 2019 | |                                                    | |
| 24-26 ابريل 2019  | أكثر من 3500 مشارك - ممثلين عن 72 دولة، 38 منطقة روسية - شاركوا في مناقشة وبحث مختلف المجالات المهمة وذات الصلة في العالم الإسلامي ضمن أعمال قمة قازان الاقتصادية الدولية الحادية عشرة " روسيا - العالم الإسلامي : قمة قازان 2019" والتي جرت فعالياتها في مركز قازن الدولي للمعارض " قازان إكسبو". وكالعادة، إستضافت القمة المعرض الدولي لصناعة الحلال " Russia Halal Expo " والذي تم توسعته في العام 2019 ليبلغ مساحة قدرها 5000 متر مربع. على هامش القمة تم توقيع أكثر من 42 إتفاقية ، بما في ذلك إتفاقية تعاون بين المعهد الروسي الإسلامي وهيئة المحاسبة والمراجعة للمؤسسات المالية الإسلامية (AAOIFI - البحرين)، ومذكرة تعاون بين المجلس الروحي لمسلمي جمهورية تترستان وشركة «AK BARS CAPITAL» ، إتفاقية على إنشاء صندوق لبناء مجمع المساجد في قازان ، مذكرة تفاهم بين منطقة طشقند بجمهورية أوزبكستان والشركة المساهمة "المجمع الإبتكار الصناعي - تيقنوبارك في مجال التقنيات المتقدمة" تيقنوبوليس "هيمجراد". لأول مره على هامش القمة تم إنشاء منصة للحوار المثمر للمستثمرين من القطاع الخاص وأصحاب العقارات الصناعية. كذلك ، وفي إطار عمل منتدى المجمعات الصناعية " Parki" تم النظر في أفضل الممارسات للخبراء العاملين واصحاب المشاريع الناجحه ورجال الأعمال - حالات دراسية من الواقع حول تطوير الأعمال في المجمعات الصناعية .                                         | 42 إتفاقية                                         | تم عقد أكثر من 50 جلسة في مجالات ذات صلة بتطور العالم الإسلامي ، مثل التمويل الإسلامي والخدمات والشراكة المصرفية، وصناعة الحلال ، وتنمية الصادرات ، والأعمال التجارية. |

## ضيوف شرف القمة

### ضيوف الشرف والمشاهير الذين زاروا القمة في دوراتها المنعقدة في الفترة مابين العام 2010 وحتى العام 2015
- رستم ميننيخانوف، رئيس جمهورية تتارستان؛
- أكمل الدين إحسان أوغلو، الإمين العام لمنظمة التعاون الإسلامي (2013)؛
- أحمد محمد علي المدني ، الرئيس السابق للبنك الإسلامي للتنمية (2013)؛
- داتو سيري مصطفى محمد ، وزير التجارة الدولية والصناعة في ماليزيا (2013)؛
- اللورد نذير أحمد ، عضو مجلس اللوردات في بريطانيا العظمى (2011)؛
- كارلوس برونزاتو ، المدير التنفيذي لأمانة الرابطة العالمية لوكالات ترويج الاستثمارات (2014)؛
- سيد نيار حسين بوهاري ، رئيس مجلس شيوخ باكستان (2013)؛
- علال رشدي ، مدير عام المركز الاسلامي لتنمية التجارة في منظمة التعاون الإسلامي (2011)؛
- مهاتير محمد، رئيس وزراء ماليزيا السابق ورئيس التحالف العالمي للشراكة الإنمائية الدولية (GAPID) (2010)؛
- كميل شاميليفيتش إسخاكوف ، الممثل السابق للاتحاد الروسي لدى منظمة التعاون الإسلامي (2011)، إلخ.

عُقدت القمة الاقتصادية الدولية السابعة لروسيا ودول منظمة التعاون الإسلامي KazanSummit 2015 يومي 15 و 16 يونيو في مول وفندق "Korston". حضر المؤتمر أحمد جلال الدين ، رئيس مجلس إدارة الرابطة الدولية للأعمال والاستثمارات ، ونزهت شنسوي ، عضو مجلس إدارة البنك المركزي التركي، وفيكتور تشيتفيريكوف ، المدير العام لوكالة التصنيف الوطنية ، فلاديمير كوروفكين ، رئيس مركز سكولكوفو للإبداع. في عام 2015 حضر أيضا رئيس البنك الإسلامي للتنمية معالي السيد أحمد محمد علي المدني.

### من بين ضيوف الشرف لقمة قازان المنعُقدة في 2016
- رستم ميننيخانوف، رئيس جمهورية تتارستان؛
- سفراء كلا من (قطر ، أوغندا، موريتانيا، الكويت، جمهورية باكستان الإسلامية، بوركينا فاسو ، السودان، موزمبيق، تركيا، تونس، جمهورية قيرغيزستان، ممثلو المملكة العربية السعودية، الإمارات العربية المتحدة، المستشار الاقتصادي للسفارة الأذربيجانية في الاتحاد الروسي، سفير المهمات الخاصة لدى وزارة الشؤون الخارجية للاتحاد الروسي ك. ف. شوفالوف وأخرون)؛
- مستشار الرئيس المصري - عثمان سيد الأزهري ؛ مستشار بوزارة التجارة والتكامل الإقليمي والتشغيل - جمهورية غامبيا؛ نائب وزير العدل والشؤون الإسلامية والأوقاف في البحرين؛ نائب وزير الاقتصاد والتنمية - تركمانستان ؛ نائب وزير الاقتصاد الأفغاني ؛ رئيس إدارة العلاقات الدولية بأذربيجان؛
- ممثلون عن وزارات دول منظمة التعاون الإسلامي، ومن بينهم رئيس مكتب الأمين العام لمنظمة التعاون الإسلامي - يوسف العثيمين؛ نائب وزير الاقتصاد في الإمارات العربية المتحدة عبد الله بن احمد آل صالح ؛ نائب وزير خارجية البحرين الدكتور ظافر أحمد العمران ؛ رئيس منتدى شباب منظمة التعاون الإسلامي، الشاد إسكندروف ؛
- رؤساء الأقاليم وحكام مناطق الاتحاد الروسي، بما في ذلك جمهورية إنغوشيا وأوسيتيا الشمالية - ألانيا؛ وكذلك ممثلين عن مجلس وزراء جمهورية القرم. شارك ممثلون من 22 منطقة روسية ؛
- من الهيئات الاتحادية لسلطة الدولة في الاتحاد الروسي شارك 6 نواب من مجلس الدوما و 4 أعضاء من مجلس الاتحاد؛
- ممثلو الشركات والجمعيات الدولية الكبرى ، بما في ذلك المجلس الإسلامي لجنوب إفريقيا ، ومعهد المعايير والمقاييس في البلدان الإسلامية (SMIIC[35])، والبنك الإسلامي للتنمية (IsDB ، المملكة العربية السعودية)، وبنك ابوظبي الإسلامي، و"Mumtalakat" (البحرين)، و"Global Advisory[36] "(قطر).؛

### شارك في قمة قازان 2017
- سفراء كل من (ألبانيا، الجزائر، بوركينا فاسو، غينيا ، العراق ، قيرغيزستان ، موريتانيا، موزمبيق ، عُمان، المملكة العربية السعودية، تونس، سفير المهمات الخاصة لدى وزارة الشؤون الخارجية للاتحاد الروسي ك. ف. شوفالوف ، وغيرهم)؛
- وزير دولة من الإمارات العربية المتحدة - راشد بن أحمد بن فهد ؛ مدير عام هيئة الإمارات للمواصفات والمقاييس - عبد الله المعيني ؛ نائب وزير الاقتصاد الإماراتي عبد الله الصالح ؛ ممثل عن حكومة البحرين، ممثل عن العائلة الملكية في مملكة البحرين - حمد بن إبراهيم آل خليفة؛ سردار بيرديمحمدوف - رئيس لجنة التشريع والقواعد في مجلس تركمانستان؛ نائب وزير العمل والحماية الاجتماعية في جمهورية كازاخستان - سفيتلانا تشاكوبوفا ؛ وغيرهم؛
- الحسن احزاين - مدير عام المركزالإسلامي لتنمية التجارة التابع لمنظمة التعاون الإسلامي ؛ رئيس قسم التجارة والإستثمار بمنظمة التعاون الإسلامي - ناجي جباروف؛ رئيس منتدى شباب منظمة التعاون الإسلامي - إسكندروف الشاد؛ عبد العزيز العلمي - رئيس قسم التسويق في مركز تطوير التجارة الإسلامية لمنظمة التعاون الإسلامي ؛ سمير تاغييف - المدير الإقليمي الأول لبلدان رابطة الدول المستقلة، المؤسسة الإسلامية لتنمية القطاع الخاص البنك الإسلامي للتنمية ؛ أخصائي إستثمار في إدارة الخدمات المالية الإسلامية للبنك الإسلامي للتنمية - كازيمخان تورايف؛ أخصائي تشريع قسم البحث والتطوير ، معهد البحوث الإسلامية - البنك الإسلامي للتنمية.
- حكام ورؤساء حكومات اقاليم ومناطق الاتحاد الروسي؛ جمهورية قبردينو بلقاريا - روسلان ماغوميتوفيتش غاغييف؛ رئيس حكومة جمهورية إنغوشيا - توماييف كازبك شاميليفيتش؛ وزير التنمية الاقتصادية لجمهورية أوسيتيا الشمالية - ألانيا؛ تيموراز روسلانوفيتش - رئيس حكومة جمهورية أوسيتيا الشمالية - ألانيا. كما شارك في القمة ممثلون عن 26 منطقة ومقاطعة وإقليم من الاتحاد الروسي؛
- ضيوف الشرف من الجانب الروسي : نائب وزير خارجية الاتحاد الروسي - ميخائيل بوجدانوف؛ نائب رئيس الوكالة الفيدرالية للسياحة نيكولاي كوروليف؛ سيرجي نيكولايفيتش غوركوف - رئيس مجلس إدارة بنك "Vnesheconombank"؛ نائب رئيس مجلس إدارة سبيربنك ورئيس مجموعة عمل الشراكة المصرفية - أوليغ غانييف؛ بيتروف غيورغي - مستشار رئيس غرفة التجارة والصناعة في الاتحاد الروسي[وصلة مكسورة]؛ أليكسي سيمانوفسكي - مستشار رئيس مجلس إدارة البنك المركزي للاتحاد الروسي؛
- ممثلو المنظمات الأجنبية: رئيس الرابطة العالمية لوكالات ترويج الاستثمار - "WAIPA" سكالار بوستيان؛ أمين عام المجلس العام للبنوك والمؤسسات المالية الإسلامية "CIBAFI" - عبد الإله بلعتيق؛ أمين عام المؤسسة الإسلامية العالمية للاقتصاد والمالية وعضو المجلس الشرعي لمنظمة المحاسبة والمراجعة للمؤسسات المالية الإسلامية في دبي - حامد حسن مره؛ الهلالي سامي عبد الحميد - رئيس مجلس إدارة شركة أموال واعمال للإستشارات؛ شريف مدحت كمال - رئيس Alliance Business Centers Network في روسيا والشرق الأوسط وافريقيا؛ مدير عام معهد المواصفات والمقاييس في منظمة التعاون الإسلامي - إحسان اوفوت؛ رئيس مجلس إدارة المنطقة الصناعية المنظمة جبزي فاهيت يلدريم؛
- البنوك الأجنبية: بنك زراعات (تركيا)؛ ISBANK JSC (تركيا)؛ بنك الخرطوم (السودان)؛ دينيزبانك (تركيا)؛ يابي كريدي (تركيا)؛ بنك البنجاب (باكستان)؛ بنك أبو ظبي الإسلامي (الإمارات العربية المتحدة).

### من بين ضيوف الشرف لقمة قازان 2018
يوسف بن أحمد العثيمين ، الأمين العام لمنظمة التعاون الإسلامي ، الممثل الخاص لرئيس الاتحاد الروسي المعني بالشرق الأوسط ، نائب وزير الخارجية في الاتحاد الروسي ميخائيل بوغدانوف ، سفير المهمات الخاصة في وزارة الخارجية الروسية كونستانتين شوفالوف ، الرئيس التنفيذي لمجموعة بنك دبي الإسلامي ، عدنان شيلوان ؛ رئيس ملتقى الإستثمار السنوي ، داوود الشيزاوي ؛ رئيس «فنيش إكانوم بانك»، سيرغي غوركوف ؛ نائب الرئيس للشؤون الاقتصادية في البنك الإسلامي للتنمية ، زامير إقبال ؛ بيتر كولتيبين ، نائب الرئيس ، رئيس بنك فولغا فياتكا في سبيربنك ؛ سعيد خرباش ، نائب المدير العام لمركز دبي لتنمية الاقتصاد الإسلامي ؛ خالد العبودي ، المدير العام لشركة SALIC ؛ جوناثان ويلسون ، أستاذ ورئيس تحرير مجلة التسويق الإسلامي ؛ بالإضافة إلى سفراء 17 بعثة دبلوماسية وممثلي الشركات الحكومية الكبرى وممثلين آخرين عن المجتمع التجاري والسياسي الدولي.

### من بين ضيوف الشرف لقمة قازان 2019
معالي داتو كو جعفر كو شعري ، الأمين العام لمنظمة التعاون الاقتصادي ، D-8 ؛ م . رفعت هيساردجيكلي أوغلو، رئيس اتحاد الغرف وتبادل الأوراق الماليه في تركيا ؛ معالي داتوك سيري محمد رضوان بن محمد يوسف ، وزير تطوير المشاريع في ماليزيا ؛ معالي الشيخ عبد الرحمن بن محمد بن راشد آل خليفة ، رئيس المجلس الأعلى لمملكة البحرين للشؤون الإسلامية ، عضو في العائلة المالكة ؛ رستم نور علي ميننيخانوف ، رئيس جمهورية تتارستان ؛ غوركوف سيرغي نيكالايفيتش ، المدير العام - رئيس مجلس إدارة شركة المساهمة «روسجيولوجي»؛ إلياس ماغوميد-سالوموفيتش أوماخانوف ، نائب رئيس مجلس اتحاد الجمعية الاتحادية للاتحاد الروسي ؛ شوفالوف كونستانتين فيكتوروفيتش ، الممثل الخاص لوزير الشؤون الخارجية للاتحاد الروسي للتعاون مع منظمات الدول الإسلامية ، السفير المهمات الخاصة ؛ مينتيمير شاريبوفيتش شايميف ، مستشار الدولة لجمهورية تتارستان ، مبعوث اليونسكو الخاص لتعزيز الحوار بين الثقافات ؛ رمضان غادجييمورادوفيتش عبدالاتيبوف ، الممثل الدائم للاتحاد الروسي لدى منظمة التعاون الإسلامي ؛ عبد الإله بلعتيق ، الأمين العام للمجلس العام للبنوك والمؤسسات المالية الإسلامية (CIBAFI)؛ محمد رضا زنوزي مطلق ، رئيس مجموعة داريك للاستثمار ؛ أندرو براينت ، مؤسس Self Leadership International.